# Camilo Valor Gómez
Camilo Valor Gómez (29 de octubre de 1936 en Valencia-17 de marzo de 2024) es un político.
A los 15 días de edad se trasladó a Elda. Fue durante varios años presidente de la Asociación de Comerciantes de Elda y Comarca desde 1990.

## Biografía
Ocupó el puesto de alcalde de Elda por el Partido Popular en 1995 hasta 1996. Durante su mandato se instauró el Pregón de las Fiestas Mayores, así como la tradicional "A correr la Traca" de las mismas fiestas Mayores. Se realizó un Plan de Saneamiento de la deuda pública y se dio comienzo a la rehabilitación del barrio de San Francisco de Sales y el plan de recogida de aguas fluviales. Fue alcalde durante 9 meses hasta que se produjo su dimisión tras la amenaza de moción de censura por parte del PSOE e Izquierda Unida, ocupando desde entonces el cargo de concejal.
Fue director general de Comercio y Consumo de la Generalidad Valenciana desde 2001 a 2005 y vicepresidente 1.º del Patronato de Feria Valencia.